# Piensa en un punto

Principio del mecanismo Think-a-Dot en una de las dos posiciones iniciales, con una bola recién caída en el orificio izquierdo – in [ the interactive SVG file,] haga clic en la flecha verde para dejar caer una bola y en la flecha negra para restablecer el rompecabezas a cualquiera de las posiciones iniciales.

El Think-a-Dot fue un juguete matemático inventado por Joseph Weisbecker y fabricado por ESR, Inc. durante la década de 1960 que demostró la teoría de autómatas. Tenía ocho discos de colores en su frente y tres agujeros en su parte superior – izquierdo, derecho y centro – a través de los cuales se podía dejar caer una bola de rodamiento. Cada disco mostraría una cara amarilla o azul, dependiendo de si el mecanismo detrás de él estaba inclinado hacia la derecha o hacia la izquierda. El Think-a-Dot tenía entonces 2 8 = 256 estados internos. Cuando la bola caía al fondo salía por un agujero situado a la izquierda o a la derecha del dispositivo.A medida que la pelota pasaba a través del Think-a-Dot, giraba los mecanismos del disco por el que pasaba y estos a su vez determinaban si la pelota se desviaría hacia la izquierda o hacia la derecha. Con Think-a-Dot era posible realizar diversos juegos y rompecabezas, como cambiar los colores de todas las celdas con el mínimo número de movimientos o llegar a un estado determinado desde un estado monocromático o viceversa.